# Departement van de Amstel
Het departement van de Amstel was een departement in de Nederlanden dat bestond van 1798 tot 1801. De hoofdplaats was Amsterdam en omvatte een deel van Noord-Holland. Het maakte deel uit van de Bataafse Republiek en omvatte Amsterdam en omgeving, dat voordien een deel was van het gewest Holland. Noordelijk bevond zich het departement van Texel met Alkmaar als hoofdstad.
In 1801 werd de herindeling ongedaan gemaakt en werd het gebied geïntegreerd in het departement Holland. In 1807 viel dit departement uiteen in het departement Amstelland en departement Maasland. Voor Amstelland werd Haarlem ingesteld als hoofdstad voor het zuidelijk kwartier onder het IJ en Hoorn voor het noordelijk kwartier boven het IJ. In 1811 werd Amstelland met Utrecht samengevoegd tot het Zuiderzeedepartement, In 1814 werd Amstelland met Maasland de provincie Holland.

## Plaatsen

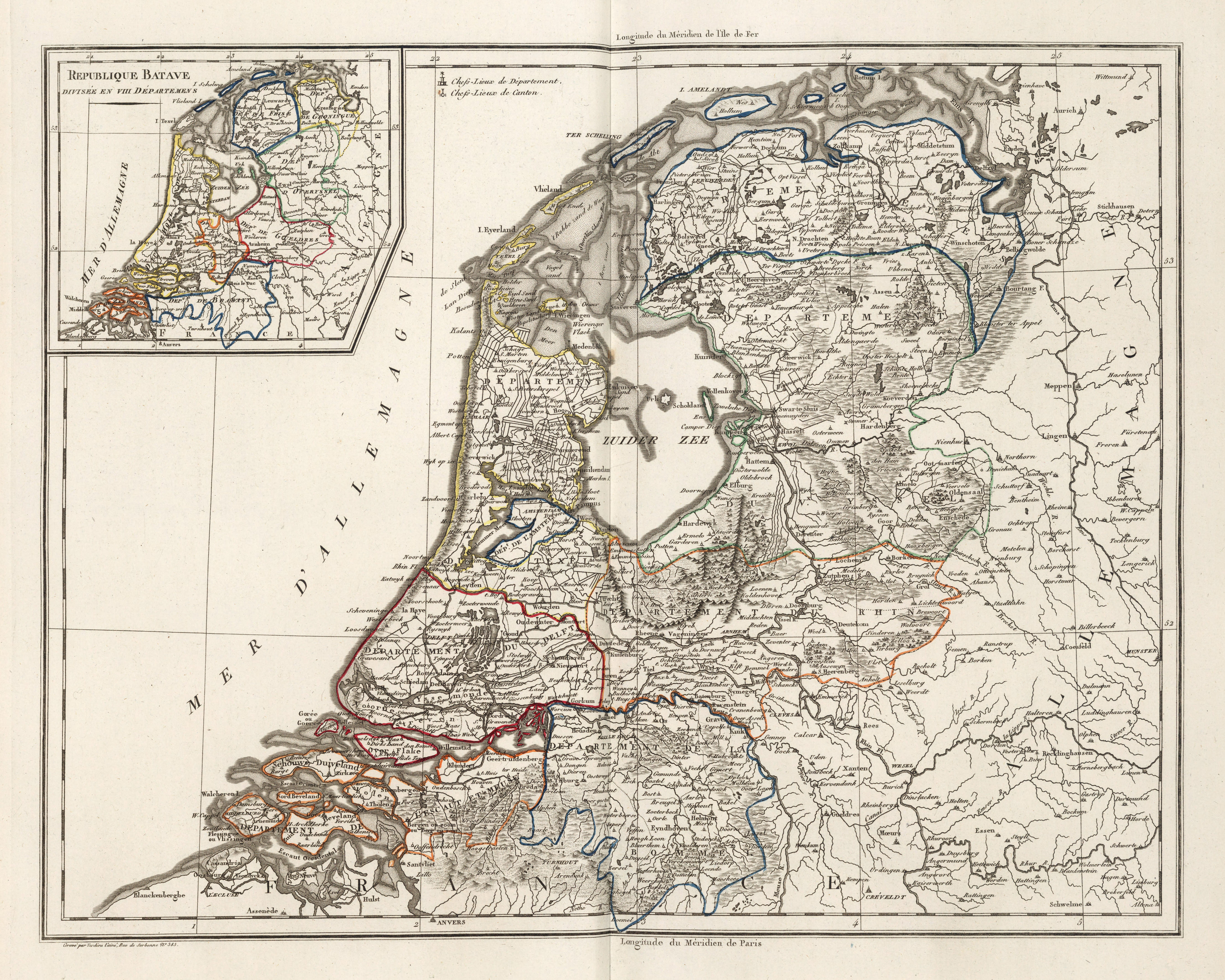
Bataafse Republiek en het Departement van de Amstel, 1804

Binnen het Departement van de Amstel waren de plaatsen:
- Amsterdam
- Diemen
- Nieuween
- Ouderkerk
- Sloterdijk
- Sloten
- Weesp